# Ivano-Frankivsk
Ivano-Frankivsk (em ucraniano:  Іва́но-Франкі́вськ; antes chamada Stanyslaviv, Stanislav, Stanislau ou Stanisławów) é uma cidade histórica localizada no oeste da Ucrânia. É o centro administrativo do óblast de Ivano-Frankivsk. Administrativamente está agregada a várias localidades rurais formando o município de Ivano-Frankivsk. Sua população residente é de 237.686 habitantes (dados de 2020).
Fundada em 1662 sob o nome Stanisławów por um nobre polonês e comandante militar Andrzej Potocki. Até 1772, parte da Polónia, então incorporada na Áustria após a primeira partilha da Polônia. Novamente parte da Polônia após reconquistar a independência de 1919 a 1939. Foi a capital da Voivodia de Stanisławów. Em 1939, ele foi ocupado pela União Soviética. Parte da Ucrânia desde 1991.

## Personalidades
- Svetlana Alexijevich (1948), prémio Nobel da Literatura de 2015

## Imagens

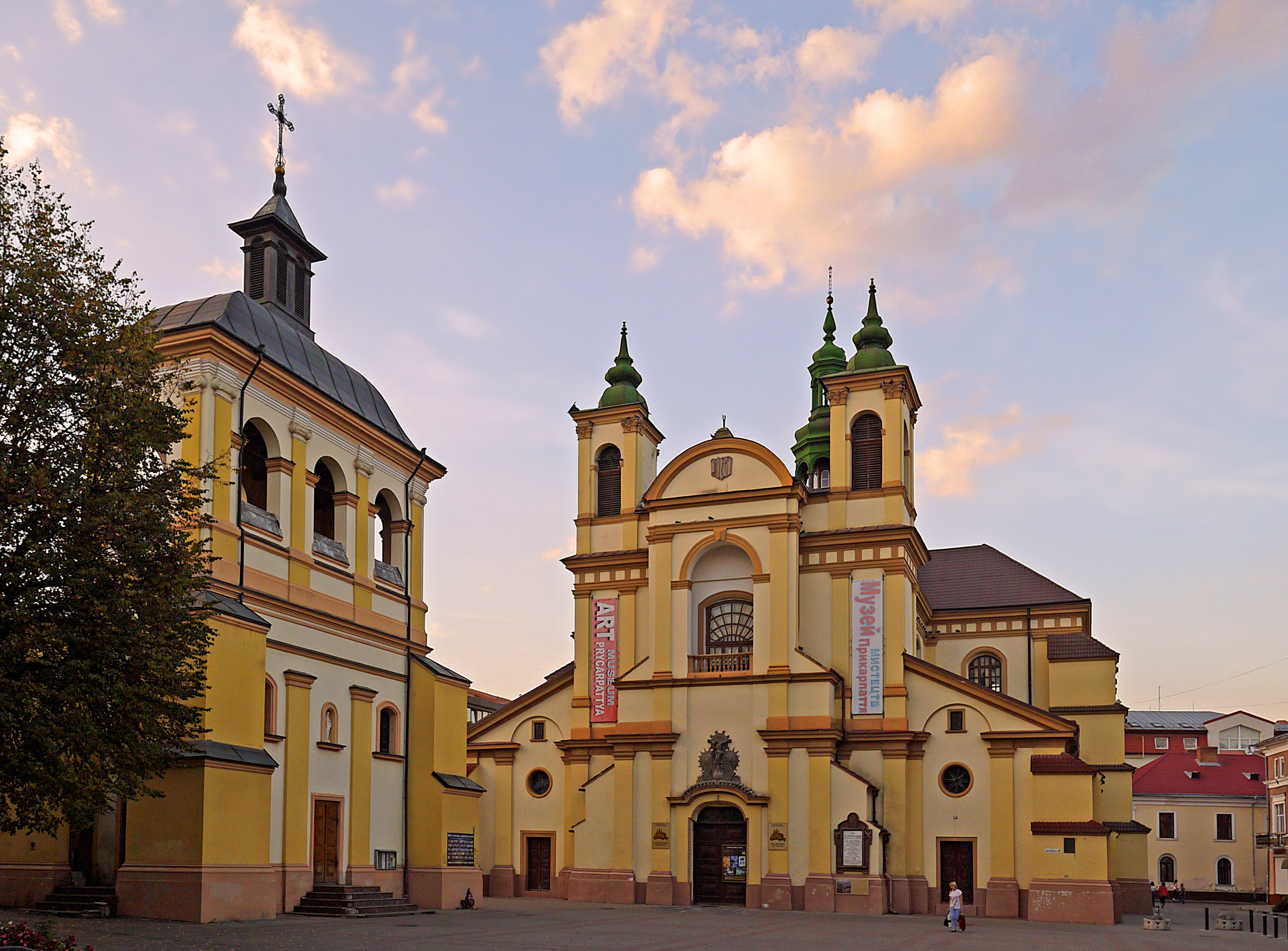
Igreja Colegial de Santa Maria
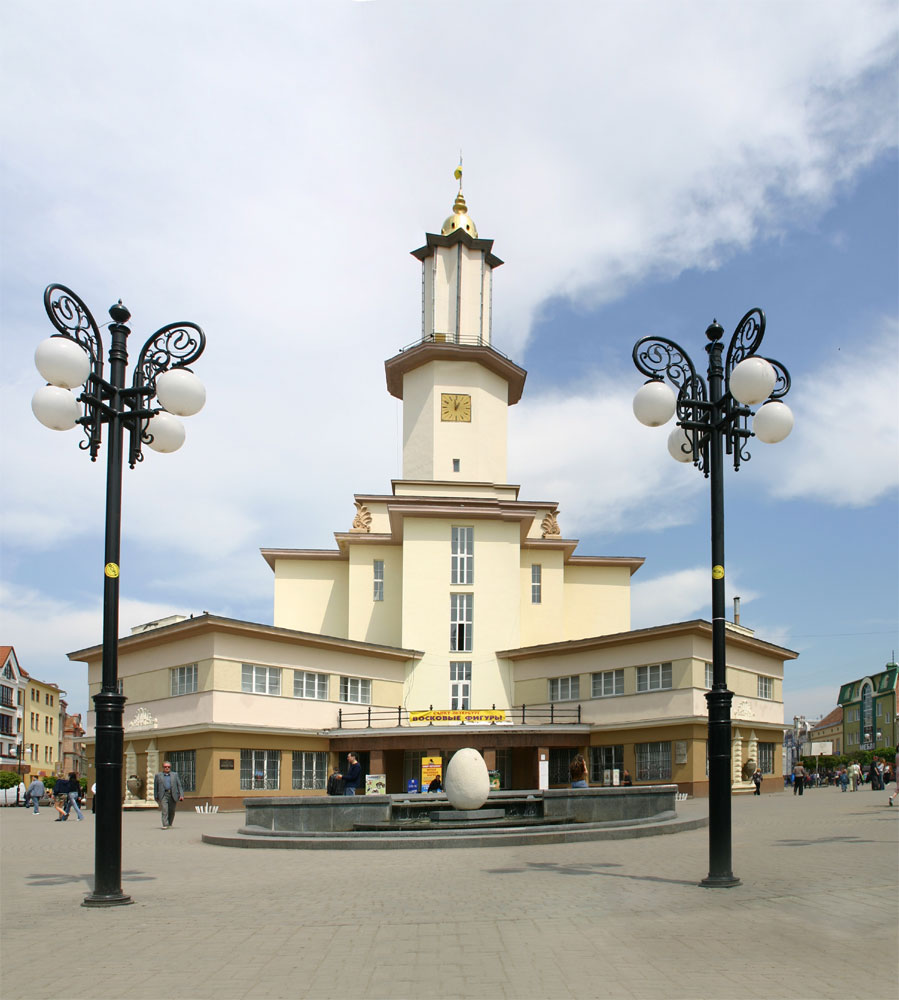
Paços do concelho
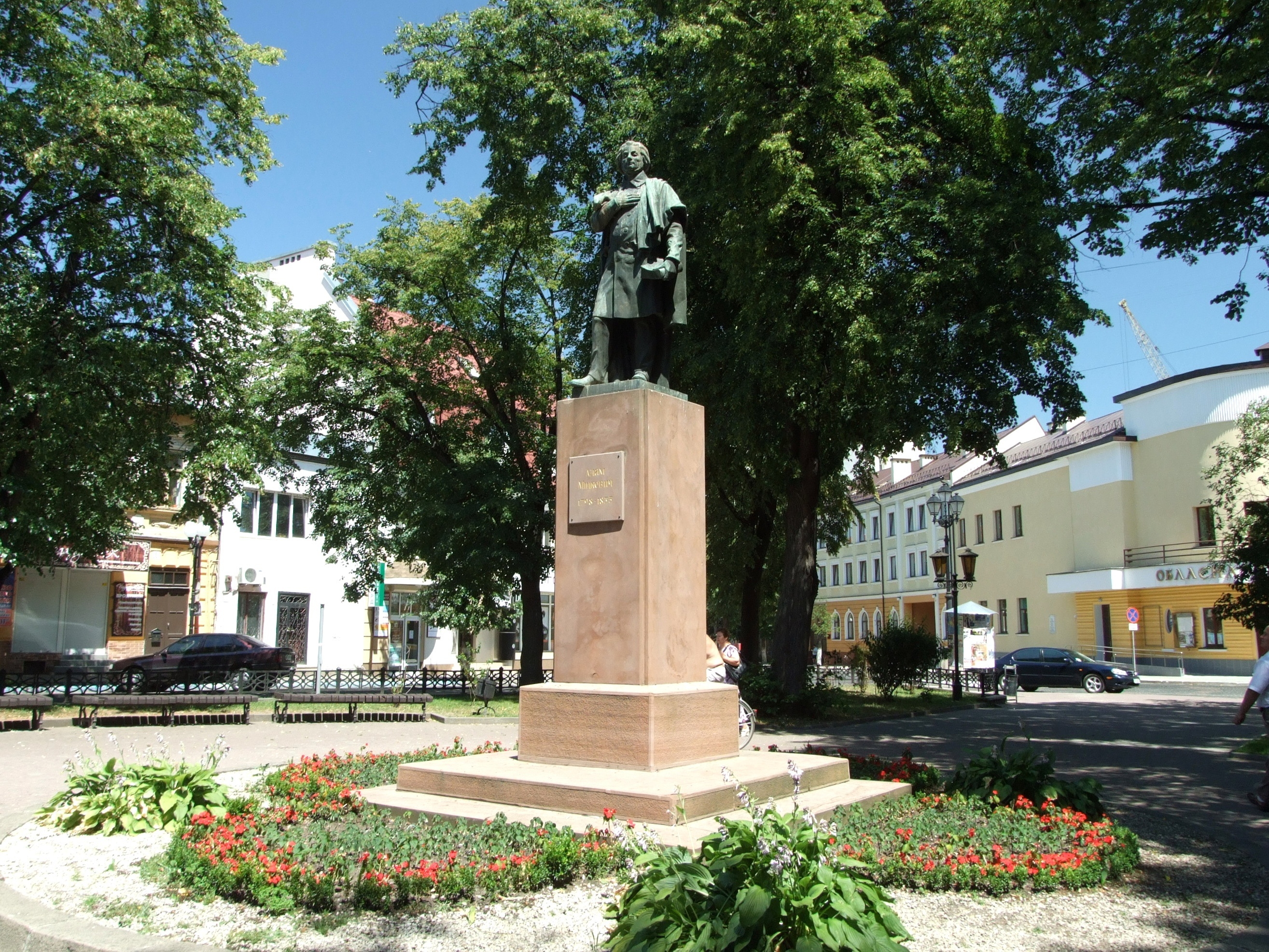
Estátua do poeta polonês Adam Mickiewicz
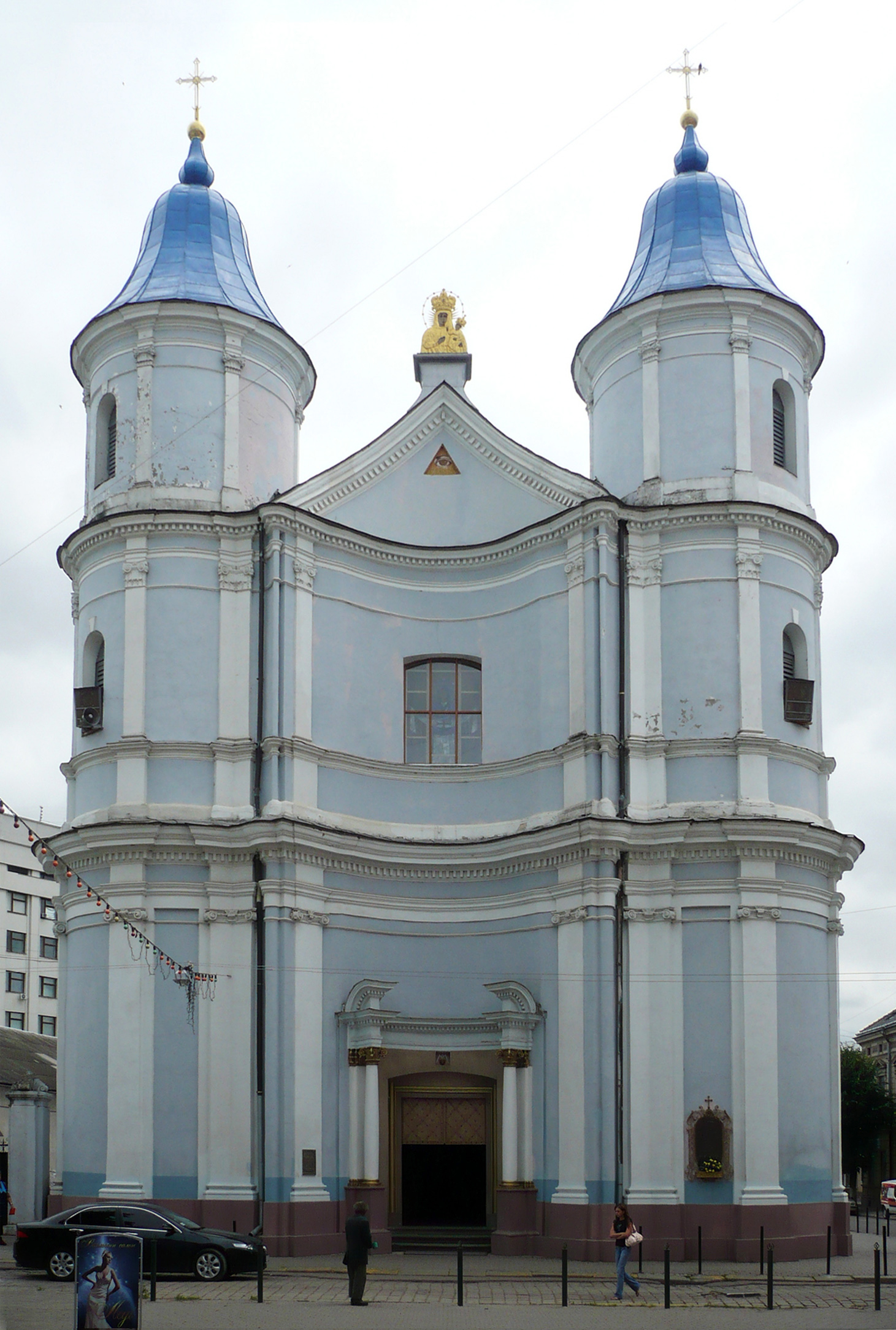
Antiga igreja armênia
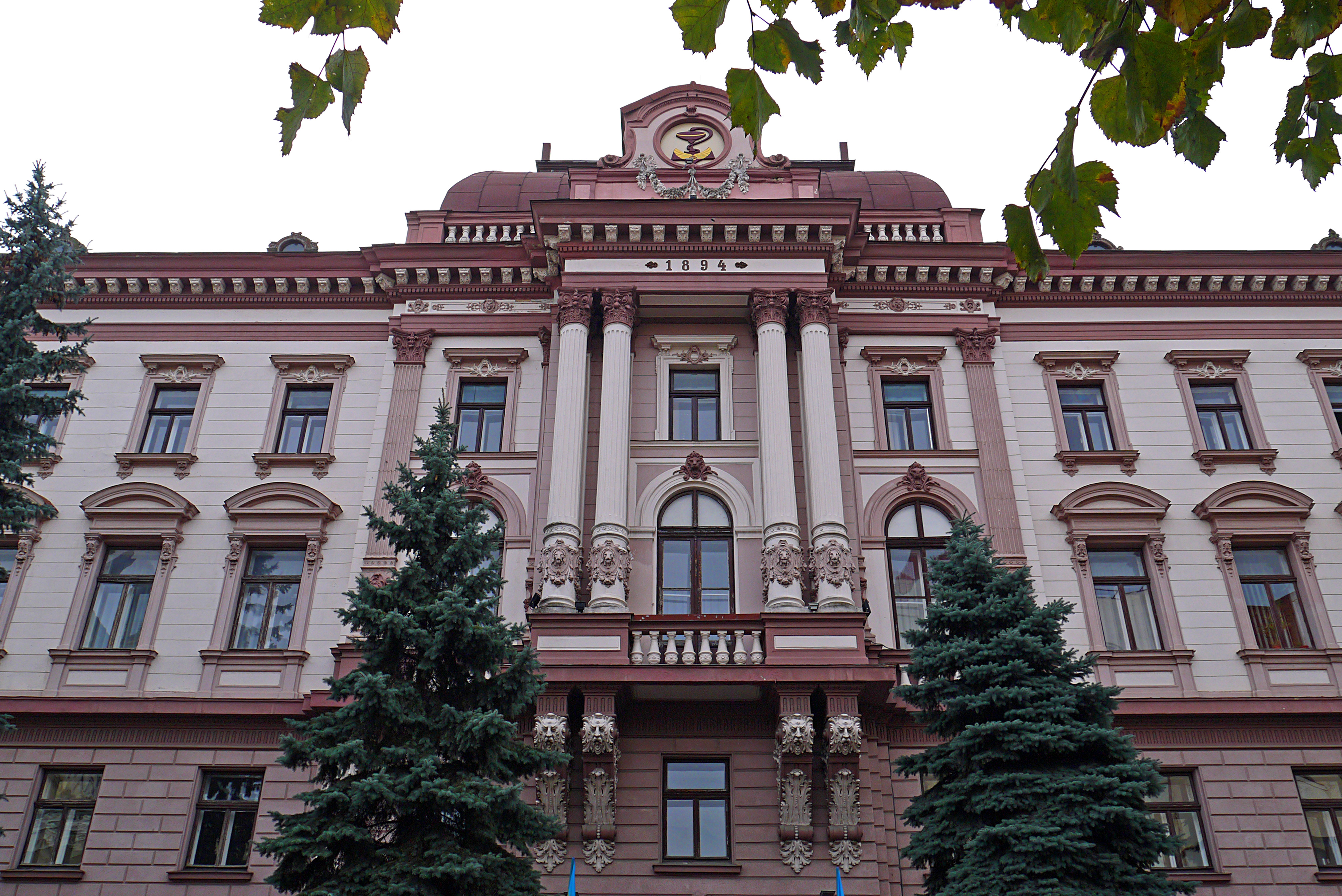
Escritório de voivodia do pré-guerra
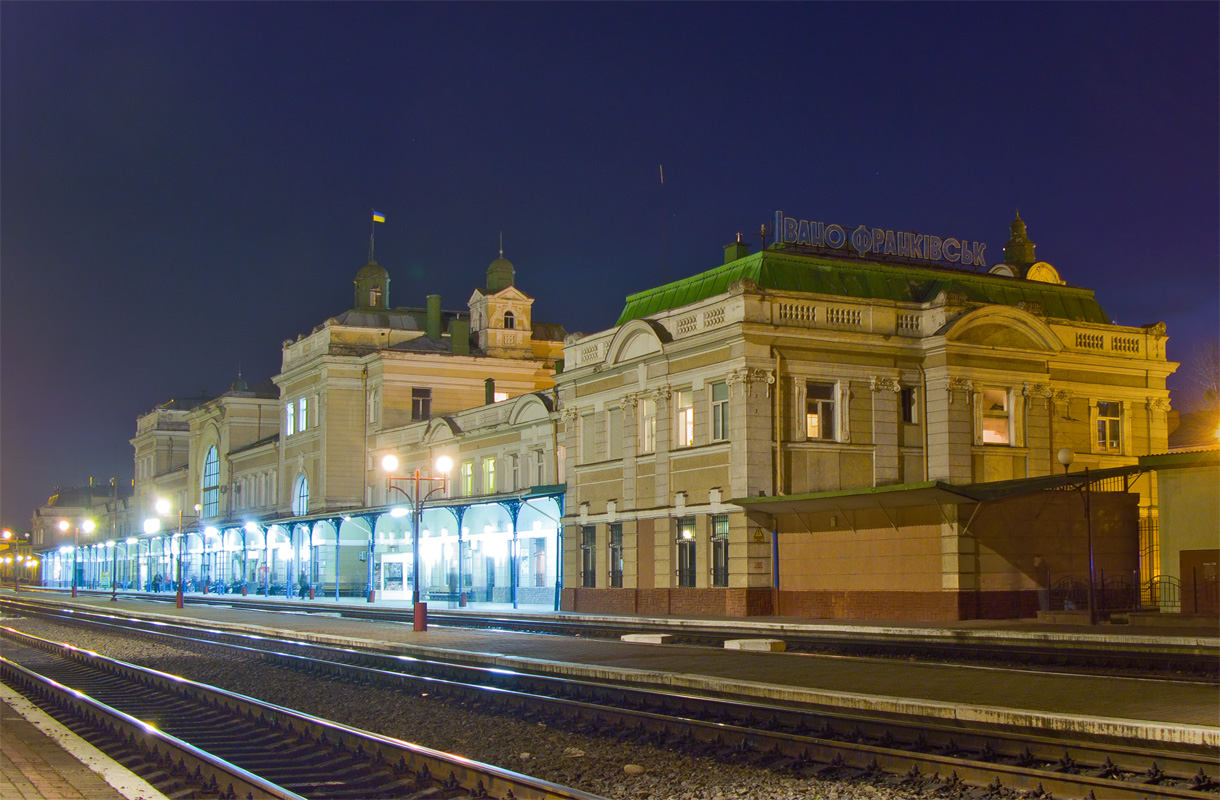
Estação Ferroviária